# Leelah Alcorn
Leelah Alcorn (Kings Mills, Ohio; 15 de noviembre de 1997-Lebanon, Ohio; 28 de diciembre de 2014) fue una mujer transgénero estadounidense cuyo suicidio atrajo la atención internacional. Alcorn había publicado una nota de suicidio en su blog de Tumblr, en la que hizo una declaración sobre las normas sociales que afectan a las personas transgénero y expresó la esperanza de que su muerte contribuyera a crear un diálogo acerca de la discriminación, el abuso y la falta de apoyo a las personas transgénero.
Criada en un hogar cristiano y conservador de Ohio, Alcorn fue asignada varón al nacer. Reconociendo su propia identidad transgénero a los 14 años, se lo declaró a sus padres, Carla y Doug Alcorn, poco tiempo después. Sus padres se negaron a aceptar su identidad y la posibilidad de someterse a un tratamiento de transición a los 16 años, y en su lugar, la enviaron a una terapia de conversión de bases cristianas. Posteriormente la retiraron de la escuela y le quitaron el acceso a las redes sociales; Alcorn citó a la soledad y la alienación causadas por estas acciones como una razón fundamental para su decisión de suicidarse. Terminó con su vida interponiéndose en el tráfico de la carretera interestatal 71. En su nota de suicidio, culpa a sus padres por la situación depresiva en la que se encontraba.
El incidente atrajo la atención pública a través de las redes sociales y la prensa, tanto en los Estados Unidos como internacionalmente. Los grupos de derechos LGBT llamaron la atención sobre la muerte de Alcorn como evidencia de los problemas que enfrentan los adolescentes transexuales y plantearon la abolición de las terapias de conversión, citando sus efectos psicológicos perjudiciales para los jóvenes. Tras la muerte de su hija, los padres de Alcorn se negaron a aceptar públicamente su identidad de género, lo que generó aún más críticas.

## Biografía
Alcorn nació en noviembre de 1997, asignándosele el nombre de Joshua Ryan Alcorn. Con el tiempo rechazó este nombre, y en su nota de suicidio firmó como "(Leelah) Josh Alcorn". Fue una de cuatro hermanos criados en un ambiente cristiano evangélico. La familia asistía a la Iglesia de Cristo en el noreste de Cincinnati, e incluso había sido presentada en un perfil de esa iglesia, publicado en un artículo de 2011 en "The Christian Chronicle". Según su nota de suicidio, Alcorn se había sentido "como una niña atrapada en el cuerpo de un niño", desde los cuatro años, y llegó a identificarse como una mujer transgénero a los catorce años de edad.
Según su nota, inmediatamente informó a su madre, quien reaccionó "negativamente" al afirmar que era sólo una fase y que Dios la había hecho un hombre, por lo que nunca podría ser una mujer. Señaló que esto hizo que se odiara a sí misma, desarrollando una profunda depresión. Su madre la envió a terapias de conversión o deshomosexualización cristianas, pero en ellas "sólo encontró a más cristianos que le decían que era egoísta y que estaba mal y que debía buscar ayuda en Dios". Al cumplir los dieciséis años, ella pidió que se le permitiera someterse a una terapia de reemplazo hormonal, pero se le negó el permiso. "Me sentí desesperada, porque  iba a parecer un hombre vestido de mujer el resto de mi vida. En mi cumpleaños número 16, cuando no recibí el consentimiento de mis padres para iniciar la transición, lloré hasta quedarme dormida". Alcorn reveló públicamente su atracción por los hombres cuando tenía dieciséis años, creyendo que identificarse como un hombre gay serviría como un trampolín para salir como transgénero más tarde. Según un amigo de la infancia, Alcorn tuvo una recepción positiva por parte de muchos en la escuela, a pesar de que sus padres se horrorizaron. En palabras de Alcorn, "Sentían que yo estaba atacando su imagen, y que era una vergüenza para ellos. Querían que yo fuera su pequeño niño cristiano hetero, perfecto, y eso no era, obviamente, lo que yo quería ". La sacaron del colegio Reyes High School, y la inscribieron en undécimo grado en una escuela «en línea», Academia Virtual Ohio.
Según Alcorn, sus padres la aislaron del mundo exterior durante cinco meses, ya negándole el acceso a las redes sociales y a muchas otras formas de comunicación. Ella lo describió como un factor significativo que contribuyó a su suicidio. Al final del año escolar, le devolvieron su teléfono y le permitieron recuperar el contacto con sus amigos, aunque según Alcorn, su relación con muchos de ellos ya se había vuelto tensa y siguió sintiéndose aislada. Dos meses antes de su muerte, Alcorn buscó ayuda en el sitio web  Reddit, preguntando a los usuarios si el trato recibido por sus padres podría ser considerado abuso. Allí, ella reveló que mientras sus padres nunca la agredieron físicamente, "siempre me hablaban en un tono muy despectivo" y "solían decir cosas como 'Nunca serás una chica de verdad' o '¿Qué vas a hacer, tirarte a muchachos?' o 'Dios va a enviarte al infierno'. Todo esto me hizo sentir muy mal conmigo misma, yo era cristiana entonces, así que pensaba que Dios me odiaba y que no merecía estar viva. " Además, explicó, "Traté lo mejor que pude estar a la altura de sus estándares y ser un hombre hetero, pero con el tiempo me di cuenta de que yo odiaba la religión y a mis padres." En Reddit, Alcorn también reveló que se le prescribió una cantidad excesiva del antidepresivo Prozac, un fármaco que la Food and Drug Administration de los Estados Unidos advierte que aumenta el riesgo de suicidio cuando se toma en dosis suficientemente altas. Al concluir su mensaje, ella escribió: "Por favor, ayúdame, yo no sé lo que debo hacer y no aguanto esto mucho más."

## Suicidio
Antes de su muerte el 28 de diciembre de 2014, Alcorn había previsto que su nota de suicidio fuera publicada automáticamente en su cuenta de Tumblr a las 17:30. En la nota, declaraba su intención de acabar con su vida, y expresaba su deseo de que todas sus posesiones y el dinero fuesen donadas a una organización benéfica de trans, y pidió que las cuestiones sobre género y sexualidad se enseñaran en las escuelas. La nota terminaba con la frase:

"Mi muerte debe importar. Mi muerte debe sumar uno más en el número de gente transgénero que se ha suicidado este año. Quiero que alguien se moleste en mirar ese número y diga "esto es una mierda" y lo arregle. Que arregle la sociedad. Por favor."

.
Un segundo post apareció poco después; titulado "Lo siento", en el que ofrecía una disculpa a sus amigos cercanos y hermanos por el trauma que su suicidio significaría para ellos, pero también contenía un mensaje a sus padres: "Váyanse a la mierda. Ustedes no pueden controlar a otras personas de esta manera. No está bien".
En la madrugada del 28 de diciembre, la policía informó a fuentes de noticias que había estado caminando en dirección sur por la carretera interestatal 71, cerca de Union Township cuando fue atropellada por un semiremolque justo antes de las 2:30 cerca de la salida sur de Lebanon, Ohio. Murió en el acto. Se cree que Alcorn caminó de tres a cuatro millas desde la casa de sus padres en las inmediaciones de Kings Mills, Ohio, antes de ser golpeada. La carretera fue cerrada por más de una hora después del incidente. Una investigación fue conducida por la Patrulla de Autopistas del Estado de Ohio, mientras que el cuerpo de Alcorn fue transportado al forense del condado de Montgomery, donde estaba prevista su autopsia. El conductor del camión resultó ileso en el incidente y no fue acusado de ningún delito penal por la policía. A las 48 horas de la publicación de su nota de suicidio, había recibido ya 82.272 visitas, y en la mañana del 31 de diciembre había sido republicada en Tumblr unas 200.000 veces. El Boston Globe lo describió como un "post apasionado", mientras que el Daily Mail lo llamó "desgarrador". Los padres pidieron poco después que el post fuera eliminado y que el blog se hiciera privado. El velatorio y funeral de Alcorn, fueron previstos, respectivamente, para el 1 y 2 de enero de 2015, pero se declaró que tendrían lugar en un momento posterior, debido a rumores no especificados de "interrupciones" que sucederían durante el servicio. El ministro en la iglesia del noreste de Cristo afirmó que las fechas y el horario de los servicios religiosos se cambiaría por amenazas que había recibido la familia. A pesar de la supuesta postergación, un servicio privado se llevó a cabo en la fecha prevista. El cuerpo de Alcorn fue cremado.

## Reacciones

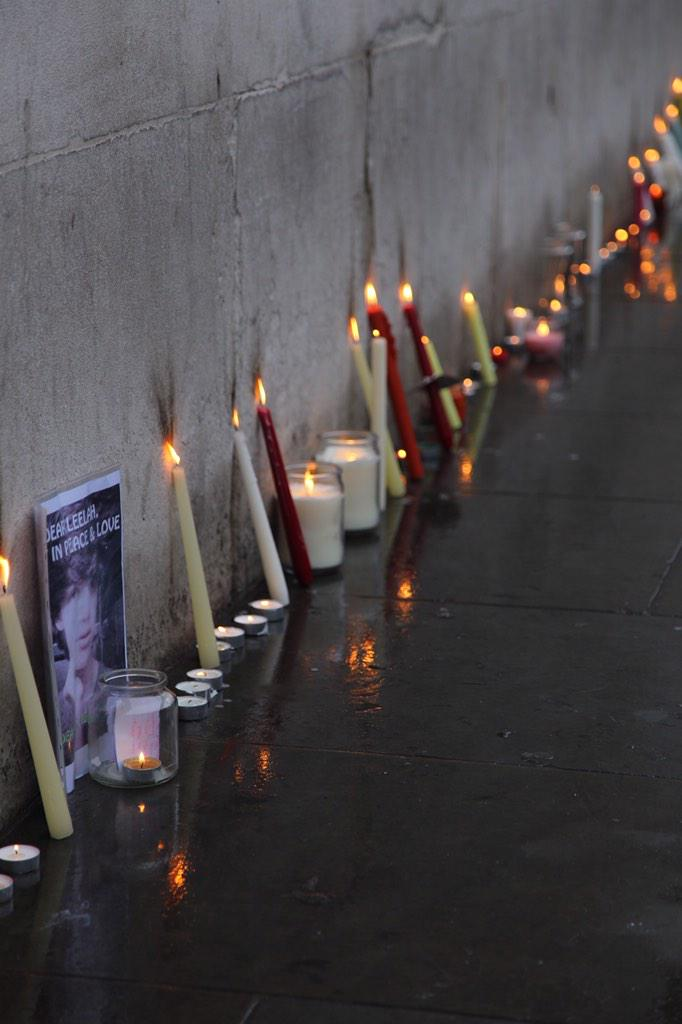
Vigilia de velas, en Londres, en conmemoración de Lelah.

### Local
El 28 de diciembre a las 14:56, la madre de Alcorn, Carla Wood Alcorn, publicó un mensaje público en la red social Facebook, declarando: "Mi dulce hijo de 16 años de edad, Joshua Ryan Alcorn, se fue de casa al Cielo esta mañana. Estaba fuera, paseando, esta mañana y fue atropellado por un camión. Gracias por los mensajes y la amabilidad y preocupación que nos han enviado. Por favor, sigan rezando por nosotros". El post de Carla Alcorn fue eliminado posteriormente, y su cuenta de Facebook se hizo privada. La familia Alcorn pidió públicamente privacidad en un comunicado emitido por el Distrito Escolar de Kings Local. En esa declaración, el personal de la antigua escuela de Alcorn, Kings High School, declaró que "Joshua Alcorn era un chico dulce, talentoso, misericordioso, de 17 años de edad", y agregó que los consejeros se pondrían a disposición de los estudiantes afectados por el incidente. Un minuto de silencio se llevó a cabo por la memoria de Alcorn antes de un partido de baloncesto de High Kings el 30 de diciembre.
El día después de la nota de suicidio de Alcorn fuese publicada en línea, Chris Seelbach, el primer concejal abiertamente gay en el Ayuntamiento de Cincinnati, compartió un mensaje de Facebook en el que afirmó que su muerte demostraba lo difícil que era ser transgénero en los EE. UU. Su post fue compartido más de 4.700 veces y aumentó la conciencia pública sobre el incidente. Carolyn Washburn, editor del periódico de Ohio The Cincinnati Enquirer, dijo que el incidente "planteaba cuestiones importantes que, esperamos, provoque conversaciones en familias de toda nuestra región". Cuando fue contactado por The Cincinnati Enquirer, Shane Morgan, fundador y presidente de la asociación de defensa trans, TransOhio, señaló que si bien 2014 fue testigo de ganancias para el movimiento por los derechos trans, la muerte de Alcorn ilustra cómo "las personas trans siguen siendo víctimas y que todavía se les falta al respeto", destacando la alta tasa de personas trans que habían sido asesinados ese año. Desde el incidente, TransOhio recibió cartas de padres de niños trans que describen cómo la muerte de Leelah los había afectado. Morgan dijo que si bien entiende la ira dirigida hacia los padres de Leelah, "no hay excusa para las amenazas a la familia."
El 1 de enero de 2015, el grupo de derechos LGBT con sede en Cincinnati Support Marriage Equality Ohio organizó una vigilia por Alcorn en las afueras Kings High School. Otra vigilia, en Goodale Park, Columbus fue planeada para el 2 de enero por un grupo llamado Stand Up 4 Leelah. Otra  más fue organizada por los diversos coros de la Ciudad de la Juventud en colaboración con la Sección de Cincinnati de la Gay, Lesbian & Straight Education Network en el Centro Cultural de Artes Clifton para el 10 de enero.

### Nacional e internacional
El 30 de diciembre, la muerte de Alcorn había atraído la atención de todo el mundo. Agencias de noticias de todo el mundo habían recogido la historia, y el hashtag #LeelahAlcorn fue TopTrending en Twitter. Según el diario británico The Independent, el incidente "provocó angustia generalizada y planteó un debate sobre los derechos de las personas transgénero", mientras que el Boston Globe con sede en Estados Unidos declaró que "sirvió como un punto de inflexión para el progreso transgénero en 2014."
Se creó un grupo de Facebook llamado "Justicia para Leelah Alcorn", mientras que una petición en favor de la "Ley de Leelah", la prohibición de la terapia de conversión, fue creada por el Instituto de Derechos Humanos Transgénero para crear conciencia de los efectos psicológicos nocivos de tales prácticas; el 3 de enero contaba con más de 230.000 firmas.
Un segundo recurso exigiendo la promulgación de la "Ley de Leelah" fue enviado por el grupo We The People a WhiteHouse.gov el 3 de enero de 2015, gracias a que la petición ganó más de 100 000 firmas. Bajo el hashtag #RealLiveTransAdult Twitter, muchas personas trans publicaron tuits alentadores para los más jóvenes, mientras que otros hashtags, como #ProtectTransKids, y el término "Rest in Power", también circularon en Twitter. Una petición en change.org se creó pidiendo que el nombre elegido de «Leelah» fuera incluido en su lápida, y, a fecha del 1 de enero de 2015, había ganado más de 50 000 firmas. Algunas de las celebridades transgénero que respondieron públicamente al incidente fueron Janet Mock, Andreja Pejić y Laverne Cox, mientras que el músico estadounidense Ray Toro —exguitarrista de la banda My Chemical Romance— lanzó especialmente su canción «For the lost and brave», dedicada a Alcorn. El 3 de enero hubo una vigilia en la Plaza de Trafalgar en Londres; y uno de los organizadores dijo que "la muerte [de Alcorn] fue una muerte política. Cuando a un miembro de nuestra comunidad se lo ha tratado brutalmente en manos de la opresión, todos debemos luchar".